# Pascal Vahirua
Pascal Vahirua (Papeete, 9 maart 1966) is een Frans voormalig professioneel voetballer die tussen 1985 en 2002 als vleugelspeler actief was voor AJ Auxerre, SM Caen, Atromitos FC en Tours FC. In 1990 debuteerde hij in het Frans voetbalelftal, waarvoor hij tweeëntwintig interlands speelde en eenmaal doel trof.

## Clubcarrière
Vahirua werd geboren op Frans-Polynesië, waar hij werd gescout door clubmanager Guy Roux die hem naar AJ Auxerre haalde. Nadat de vleugelspeler bij die club de jeugdopleiding had doorlopen, brak hij door in het eerste elftal op 1985. Uiteindelijk zou hij elf seizoenen in het eerste elftal spelen en in die periode kwam hij bijna tot driehonderd competitieoptredens voor Auxerre. In 1994 won hij de Franse beker met zijn club en een jaar later verliet hij Auxerre voor SM Caen. Net dat seizoen zou zijn oude club de landstitel en de beker winnen. Na Caen speelde hij nog voor Atromitos FC en Tours FC, voordat hij in 2002 stopte met voetballen.

## Interlandcarrière
Zijn debuut voor het Frans voetbalelftal maakte Vahirua op 21 januari 1990, toen met 0–1 gewonnen werd van Koeweit door een doelpunt van Laurent Blanc. De vleugelspeler mocht van bondscoach Michel Platini in de basis beginnen en hij werd in de rust gewisseld voor Jean-Marc Ferreri. De andere debutanten dit duel waren Gilles Rousset (FC Sochaux) en Rémi Garde (Olympique Lyon). Zijn eerste doelpunt volgde op 25 maart 1992, toen met 3–3 werd gelijkgespeeld tegen België. Vahirua maakte de tweede Franse treffer en Jean-Pierre Papin tekende voor de andere twee goals. In 1992 werd hij tevens meegenomen naar het EK in Zweden. Tijdens dit toernooi speelde hij mee tegen gastland Zweden en de latere kampioen Denemarken.

### Gespeelde interlands
| Interlands van Vahirua voor Frankrijk | Interlands van Vahirua voor Frankrijk | Interlands van Vahirua voor Frankrijk      | Interlands van Vahirua voor Frankrijk | Interlands van Vahirua voor Frankrijk | Interlands van Vahirua voor Frankrijk |
| №                                     | Datum                                 | Wedstrijd                                  | Uitslag                               | Competitie                            | Goals                                 |
| Als speler van AJ Auxerre             | Als speler van AJ Auxerre             | Als speler van AJ Auxerre                  | Als speler van AJ Auxerre             | Als speler van AJ Auxerre             | Als speler van AJ Auxerre             |
| ------------------------------------- | ------------------------------------- | ------------------------------------------ | ------------------------------------- | ------------------------------------- | ------------------------------------- |
| 1                                     | 21 januari 1990                       | Koeweit – Frankrijk                        | 0 – 1                                 | Vriendschappelijk                     |                                       |
| 2                                     | 24 januari 1990                       | Frankrijk – Duitse Democratische Republiek | 3 – 0                                 | Vriendschappelijk                     |                                       |
| 3                                     | 28 februari 1990                      | Frankrijk – West-Duitsland                 | 2 – 1                                 | Vriendschappelijk                     |                                       |
| 4                                     | 15 augustus 1990                      | Frankrijk – Polen                          | 0 – 0                                 | Vriendschappelijk                     |                                       |
| 5                                     | 13 oktober 1990                       | Frankrijk – Tsjecho-Slowakije              | 2 – 1                                 | Kwalificatie EK 1992                  |                                       |
| 6                                     | 17 november 1990                      | Albanië – Frankrijk                        | 0 – 1                                 | Kwalificatie EK 1992                  |                                       |
| 7                                     | 20 februari 1991                      | Frankrijk – Spanje                         | 3 – 1                                 | Kwalificatie EK 1992                  |                                       |
| 8                                     | 30 maart 1991                         | Frankrijk – Albanië                        | 5 – 0                                 | Kwalificatie EK 1992                  |                                       |
| 9                                     | 4 september 1991                      | Tsjecho-Slowakije – Frankrijk              | 1 – 2                                 | Kwalificatie EK 1992                  |                                       |
| 10                                    | 20 november 1991                      | Frankrijk – IJsland                        | 3 – 1                                 | Kwalificatie EK 1992                  |                                       |
| 11                                    | 25 maart 1992                         | Frankrijk – België                         | 3 – 3                                 | Vriendschappelijk                     | 45'                                   |
| 12                                    | 27 mei 1992                           | Zwitserland – Frankrijk                    | 2 – 1                                 | Vriendschappelijk                     |                                       |
| 13                                    | 5 juni 1992                           | Frankrijk – Nederland                      | 1 – 1                                 | Vriendschappelijk                     |                                       |
| 14                                    | 10 juni 1992                          | Zweden – Frankrijk                         | 1 – 1                                 | EK 1992                               |                                       |
| 15                                    | 17 juni 1992                          | Denemarken – Frankrijk                     | 2 – 1                                 | EK 1992                               |                                       |
| 16                                    | 26 augustus 1992                      | Frankrijk – Brazilië                       | 0 – 2                                 | Vriendschappelijk                     |                                       |
| 17                                    | 9 september 1992                      | Bulgarije – Frankrijk                      | 2 – 0                                 | Kwalificatie WK 1994                  |                                       |
| 18                                    | 14 oktober 1992                       | Frankrijk – Oostenrijk                     | 2 – 0                                 | Kwalificatie WK 1994                  |                                       |
| 19                                    | 14 november 1992                      | Frankrijk – Finland                        | 2 – 1                                 | Kwalificatie WK 1994                  |                                       |
| 20                                    | 28 april 1993                         | Frankrijk – Zweden                         | 2 – 1                                 | Kwalificatie WK 1994                  |                                       |
| 21                                    | 22 augustus 1993                      | Zweden – Frankrijk                         | 1 – 1                                 | Kwalificatie WK 1994                  |                                       |
| 22                                    | 22 maart 1994                         | Frankrijk – Chili                          | 3 – 1                                 | Vriendschappelijk                     |                                       |

## Clubstatistieken
| Seizoen   | Club         | Competitie   | Competitie | Competitie | Beker | Beker | Internationaal | Internationaal | Totaal | Totaal |
| Seizoen   | Club         | Competitie   | Wed.       | Dlp.       | Wed.  | Dlp.  | Wed.           | Dlp.           | Wed.   | Dlp.   |
| --------- | ------------ | ------------ | ---------- | ---------- | ----- | ----- | -------------- | -------------- | ------ | ------ |
| 1984/85   | AJ Auxerre   | Division 1   | 1          | 0          | 0     | 0     | —              | —              | 1      | 0      |
| 1985/86   | AJ Auxerre   | Division 1   | 4          | 0          | 1     | 0     | 1              | 0              | 6      | 0      |
| 1986/87   | AJ Auxerre   | Division 1   | 26         | 8          | 3     | 1     | —              | —              | 29     | 9      |
| 1987/88   | AJ Auxerre   | Division 1   | 35         | 9          | 4     | 1     | 2              | 0              | 41     | 10     |
| 1988/89   | AJ Auxerre   | Division 1   | 34         | 6          | 7     | 4     | —              | —              | 41     | 10     |
| 1989/90   | AJ Auxerre   | Division 1   | 29         | 4          | 1     | 0     | 9              | 2              | 39     | 6      |
| 1990/91   | AJ Auxerre   | Division 1   | 37         | 6          | 3     | 0     | —              | —              | 40     | 6      |
| 1991/92   | AJ Auxerre   | Division 1   | 35         | 3          | 1     | 1     | 4              | 2              | 40     | 6      |
| 1992/93   | AJ Auxerre   | Division 1   | 32         | 5          | 1     | 0     | 10             | 2              | 43     | 7      |
| 1993/94   | AJ Auxerre   | Division 1   | 34         | 10         | 6     | 1     | 2              | 1              | 42     | 12     |
| 1994/95   | AJ Auxerre   | Division 1   | 20         | 1          | 3     | 1     | 2              | 0              | 25     | 2      |
| 1995/96   | SM Caen      | Division 2   | 40         | 2          | 6     | 0     | —              | —              | 46     | 2      |
| 1996/97   | SM Caen      | Division 1   | 25         | 1          | 2     | 0     | —              | —              | 27     | 1      |
| 1997/98   | SM Caen      | Division 2   | 9          | 1          | 3     | 0     | —              | —              | 12     | 1      |
| 1998–2001 | Atromitos FC | Beta Ethniki | ?          | ?          | ?     | ?     | —              | —              | ?      | ?      |
| 2001/02   | Tours FC     | CFA          | 11         | 1          | 2     | 0     | —              | —              | 13     | 1      |
| Totaal    | Totaal       | Totaal       | 372        | 57         | 43    | 9     | 30             | 7              | 445    | 73     |

## Erelijst
AJ Auxerre
- Franse beker

1993/94